# كينيث ميلانبي
الرائد كينيث ميلانبي (26 مارس 1908 - 23 ديسمبر 1993) كان عالم بيئة وعالم حشرات إنجليزيا. حصل على رتبة الإمبراطورية البريطانية لعمله المتعلّق بعثّ الجرب.

## الحياة والعمل
تلقى ميلانبي تعليمه في مدرسة بارنارد كاسل ثم في كلية الملك في كامبريدج في علم الأحياء. حصل على درجة الدكتوراه من كلية لندن للصحة والطب الاستوائي حيث بحث في قدرة الطفيليات على النجاة من الجفاف. ثم عمل بعد ذلك زميل أبحاث سوربي في الجمعية الملكية في شفيلد.
خلال الحرب العالمية الثانية درس السيطرة على عث الجرب، وهو مرض كان يتسبب في بقاء آلاف الجنود في المستشفيات. أجرى بحثًا على متطوعين، معظمهم من معارضي الخدمة العسكرية بدافع الضمير، في معهد سوربي للأبحاث، الذي أسسه. أظهر أن العثة لم تكن قادرة على البقاء على قيد الحياة في الفراش، ولكن تم نقلها فقط عن طريق الاتصال الوثيق. وأوضح كذلك أن علاجًا منفردًا ببنزيل بنزوات يوفر علاجًا سريعًا. في عام 1945، حصل على وسام الإمبراطورية البريطانية عن هذا العمل.
ساعد ميلانبي في تأسيس أول جامعة في نيجيريا، جامعة إبادان، وكان أول مدير لها (1947-1953). قاعة ميلانبي، أول قاعة سكن للطلاب في الجامعة، سميت باسمه.
عند عودته إلى إنجلترا، عمل في مدرسة لندن للصحة والطب الاستوائي ثم أصبح رئيسًا لقسم الحشرات في محطة روثامستيد التجريبية. في عام 1961، أسس ميلانبي وعمل مديرًا لمحطة مونكس وود التجريبية، وهو مركز أبحاث بيئي في هانتينغدون في إنجلترا. بدأ مجلة التلوث البيئي في عام 1970، وكان مؤلفًا للعديد من الكتب.
كان ميلانبي مؤيدًا لاستخدام الـ دي.دي.تي للقضاء على الآفات المعروفة بنشر الملاريا. في الصفحة. 75 من كتابه The DDT Story، كتب ميلانبي الشهيرة:
تزوج ميلانبي مرتين. كانت زوجته الأولى هيلين نيلسون داو ميلانبي عالمة أحياء وطبيبة. أنجبا ابنة، هث عالمة الكيمياء الحيوية جين ميلانبي. أحد أحفاده هو القيم الفني «إدوارد ميلانبي».

## فهرس
- الجرب. مطبعة جامعة أكسفورد، 1944. (الطبعة الثانية، هامبتون، كلاسي، 1972.(ردمك 0-900848-61-8))
- خنازير غينيا البشرية. لندن، جولانكز، 1945 (الثاني، الموسع، محرر، لندن، مطبعة ميرلين، 1973.(ردمك 0-85036-175-3)رقم ISBN 0-85036-175-3)
- الكلية الجامعية، إبادان. الموقع والاستحواذ عليه. إبادان، 1954
- ولادة جامعة نيجيريا. لندن، ميثوين، 1958
- المبيدات والتلوث. لندن، كولينز، 1967. (الطبعة الثانية، 1972.(ردمك 0-00-213177-3)رقم ISBN 0-00-213177-3)
- الخلد. لندن، كولينز، 1971. دراسة طبيعية جديدة.(ردمك 0-00-213145-5)رقم ISBN 0-00-213145-5
- بيولوجيا التلوث. لندن، إدوارد أرنولد، 1972.(ردمك 0-7131-2380-X)رقم ISBN 0-7131-2380-X (الطبعة الثانية 1980:(ردمك 0-7131-2776-7))
- هل تستطيع بريطانيا إطعام نفسها؟ لندن، مطبعة ميرلين، 1975.(ردمك 0-85036-194-X)رقم ISBN 0-85036-194-X
- Talpa، قصة الخلد. [كتاب أطفال]. لندن، كولينز، 1976.(ردمك 0-00-195504-7)رقم ISBN 0-00-195504-7
- الزراعة والحياة البرية. لندن، كولينز، 1981.(ردمك 0-00-219239-X)رقم ISBN 0-00-219239-X
- تلوث الهواء والأمطار الحمضية والبيئة (تحرير ميلانبي). لندن، وات لجنة الطاقة.(ردمك 1-85166-222-7)رقم ISBN 1-85166-222-7
- قصة الـ دي.دي.تي. فارنام، المجلس البريطاني لحماية المحاصيل، 1992.(ردمك 0-948404-53-1)رقم ISBN 0-948404-53-1
- النفايات والتلوث. لندن، هاربر كولينز، 1992.(ردمك 0-00-219182-2)رقم ISBN 0-00-219182-2